# روختینو
روختینو (انگلیسی: Rukhtino) یک شهرک در شهرستان دووانسکی در استان باشقیرستان کشور روسیه است.